# Saison 2 de Marvel : Les Agents du SHIELD
Chronologie
Saison 1 Saison 3
La deuxième saison de Marvel : Les Agents du SHIELD (Marvel's Agents of SHIELD), série télévisée américaine, est constituée de vingt-deux épisodes.

## Synopsis
Après la mort du traître John Garrett et le démantèlement de la Cellule Centipède d'HYDRA, Phil Coulson se donne pour mission de reconstruire le S.H.I.E.L.D. ; une mission particulièrement difficile : beaucoup de personnes sont mortes, la tentative d'assassinat sur Fitz et Simmons a causé de graves séquelles au premier, et le nouveau directeur de l'agence ne sait plus à qui se fier après la trahison de Ward. D'autant qu'il reste de très nombreux partisans d'HYDRA parmi les survivants. Il engage donc de nouvelles recrues pour combattre cet ennemi plus puissant que jamais, désormais à la recherche d'un artefact retiré de la circulation depuis la Seconde Guerre mondiale et caché dans une base secrète de l'armée avec les autres biens récupérés du S.H.I.E.L.D.. Et la tâche n'est pas facile avec le Général Talbot à leurs trousses, sans compter que de nouveaux invités surprises émergent à leur tour de l'ombre...

## Distribution

### Acteurs principaux
- Clark Gregg (VF : Jean-Pol Brissart) : Directeur Phil Coulson
- Ming-Na Wen (VF : Yumi Fujimori) : Agent Melinda May
- Brett Dalton (VF : Franck Monsigny) : Grant Ward
- Chloe Bennet (VF : Victoria Grosbois) : Agent Skye / Daisy Johnson
- Iain De Caestecker (VF : Arnaud Laurent) : Agent Leo Fitz
- Elizabeth Henstridge (VF : Cindy Tempez) : Agent Jemma Simmons
- Nick Blood (VF : Nessym Guetat) : le mercenaire puis agent Lance Hunter
- Adrianne Palicki (VF : Barbara Beretta) : Agent Barbara Morse / Oiseau moqueur
- B. J. Britt (VF : Namakan Koné) : Agent Antoine Triplett (épisodes 1 à 10)
- Henry Simmons (en) (VF : Jean-Paul Pitolin) : Agent Alphonso « Mack » Mackenzie (en)

### Acteurs récurrents
- Kyle MacLachlan (VF : Patrick Poivey) : Calvin « Cal » Zabo / Mister Hyde / Calvin L. Johnson, le père de Skye (13 épisodes)
- Simon Kassianides (en) (VF : Serge Faliu) : Sunil Bakshi (11 épisodes)
- Ruth Negga (VF : Nathalie Karsenti) : Raina (11 épisodes)
- Jamie Harris (VF : Jean-Baptiste Marcenac) : Gordon (11 épisodes)
- Maya Stojan et Ming-Na Wen (VF : Olivia Nicosia) : Kara Lynn Palamas / Agent 33 (10 épisodes)
- Dichen Lachman (VF : Hélène Bizot) : Jiaying, la mère de Skye (9 épisodes)
- Reed Diamond (VF : Éric Legrand) : Daniel Whitehall, le Kraken / Werner Reinhardt (en) (7 épisodes)
- Christine Adams (VF : Laura Zichy) : Agent Weaver (7 épisodes)
- Luke Mitchell (VF : Nathanel Alimi) : Lincoln Campbell (7 épisodes)
- Adrian Pasdar (VF : Pierre-François Pistorio) : Brigadier-Général Glenn Talbot (6 épisodes)
- Edward James Olmos (VF : Philippe Catoire) : Agent Robert Gonzales (5 épisodes)
- Mark Allan Stewart : Agent Oliver (5 épisodes)
- Patton Oswalt (VF : Jerome Wiggins) : Agent Billy Koenig (4 épisodes)
- J. August Richards (VF : Jean-Baptiste Anoumon) : Agent Mike Peterson / Deathlok (4 épisodes)

### Invités
- Lucy Lawless (VF : Céline Monsarrat) : Agent Isabelle « Izzy » Hartley (épisodes 1 et 15)
- Brian Patrick Wade (VF : Laurent Maurel) : Carl Creel / l'Homme-Absorbant (épisodes 1 et 2)
- Hayley Atwell (VF : France Renard) : Agent Peggy Carter (épisodes 1 et 8)
- Neal McDonough (VF : Bruno Dubernat) : Dum Dum Dugan (épisode 1)
- Kenneth Choi (VF : Sébastien Finck) : Jim Morita (épisode 1)
- Matthew Glave (VF : Mathieu Buscatto) : Agent Browning (épisode 1)
- Dylan Minnette (VF : Gabriel Bismuth-Bienaimé) : Donnie Gill / Blizzard (épisode 3)
- Tim DeKay (VF : Pierre Tessier) : Sénateur Christian Ward, frère de Grant (épisodes 6 et 8)
- Brian Tee (VF : Laurent Morteau) : Toshiro Mori (épisode 6)
- Joel Gretsch (VF : Arnaud Arbessier) : Hank Thompson (épisode 7)
- Henry Goodman (VF : Georges Claisse) : Dr List (épisodes 11, 18 et 19)
- Jaimie Alexander (VF : Ingrid Donnadieu) : Sif (épisode 12)
- Blair Underwood (VF : Bruno Dubernat) : Dr Andrew Garner, l'ex de May (épisodes 13, 17 et 22)
- Drea de Matteo (VF : Élisabeth Fargeot) : Karla Faye Gideon (épisode 13)
- Kirk Acevedo (VF : Cyrille Monge) : Agent Thomas Calderon (épisodes 14 et 15)

## Production

### Développement
Le 8 mai 2014, Marvel Television et ABC annoncent le renouvellement de la série pour cette deuxième saison composée de vingt-deux épisodes.

### Casting
En juin 2014, il est annoncé que le casting initial contenant Clark Gregg, Ming-Na, Chloe Bennet, Brett Dalton, Iain De Caestecker, Elizabeth Henstridge et également B. J. Britt serait de retour.[réf. nécessaire]
En juillet 2014, Lucy Lawless a obtenu un rôle récurrent non dévoilé, l'acteur britannique Nick Blood, le rôle du mercenaire Lance Hunter, Reed Diamond, le rôle de Daniel Whitehall / Kraken, l'acteur britannique Simon Kassianides (en) le temps d'un ou deux épisodes lors de cette saison et Cobie Smulders est confirmée pour revenir durant cette même saison.[réf. nécessaire]
En août 2014, Adrianne Palicki est annoncée au casting pour un rôle récurrent lors de la saison, suivi de Brian Patrick Wade le temps d'un ou deux épisodes lors de la saison.
En octobre 2014, Tim DeKay est annoncée au casting le temps de deux épisodes lors de la saison.
En décembre 2014, Blair Underwood est annoncé au casting le temps d'un ou deux épisodes lors de la saison.
En janvier 2015, Edward James Olmos est annoncé au casting le temps d'un ou deux épisodes lors de la saison.
En février 2015, Luke Mitchell décroche le rôle de l'inhumain Lincoln, Jaimie Alexander reprendra son rôle de Lady Sif, Drea de Matteo décroche le rôle de Karla Faye Gideon et Adrianne Palicki est promue à la distribution principale.

### Diffusions
Aux États-Unis, la saison a été diffusée en simultané du 23 septembre 2014 au 12 mai 2015 sur ABC et sur le réseau CTV, au Canada.
La diffusion francophone se déroule ainsi :
En France, elle a été diffusée du 25 octobre 2015 au 13 décembre 2015 sur Série Club puis rediffusée sur W9 à partir du 10 février 2016 jusqu'au 12 avril 2016 ;
En Belgique, du 15 janvier 2016 au 25 mars 2016 sur Be 1[réf. nécessaire] ;
En Suisse, depuis le 16 mars 2016 sur RTS Deux[réf. nécessaire] ;
Au Québec, elle est inédite.

## Liste des épisodes

### Épisode 1:Les Héros de l'ombre
- États-Unis /  Canada : 23 septembre 2014 sur ABC[17] / CTV
- France : 
  - 25 octobre 2015 sur Série Club
  - 10 février 2016 sur W9
- Belgique : 15 janvier 2016 sur Be 1
- Suisse : 16 mars 2016 sur RTS Deux
- Québec : 31 août 2016 sur MusiquePlus[18]

- États-Unis : 5,98 millions de téléspectateurs[19] (première diffusion)
- Canada : 2,62 millions de téléspectateurs[20] (première diffusion + différé 7 jours)
- France : 620 000 téléspectateurs[21] (deuxième diffusion)

- Lucy Lawless (Isabelle « Izzy » Hartley)
- Wilmer Calderon (en) (Idaho)
- Hayley Atwell (Peggy Carter)
- Neal McDonough (Timothy "Dum Dum" Dugan)
- Kenneth Choi (Jim Morita)
- Brian Patrick Wade (Carl Creel / l'Homme-Absorbant)
- Matthew Glave (Roger Browning)
- George Stephanopoulos (Lui-même)
- Raquel Gardner (Carla Talbot)
- Ben Turner Nixon (Officier d'Hydra)
- Franco Vega (Sergent-chef Mason)
- Rich Ceraulo (Sergent-chef Smith)
- J. B. Tadena (Soldat Tilden)

### Épisode 2:La Chasse
- États-Unis /  Canada : 30 septembre 2014 sur ABC / CTV
- France : 
  - 25 octobre 2015 sur Série Club
  - 10 février 2016 sur W9
- Belgique : 15 janvier 2016 sur Be 1
- Suisse : 23 mars 2016 sur RTS Deux
- Québec : 7 septembre 2016 sur MusiquePlus

- États-Unis : 5,05 millions de téléspectateurs[22] (première diffusion)
- Canada : 2,33 millions de téléspectateurs[23] (première diffusion + différé 7 jours)
- France : 603 000 téléspectateurs[21] (deuxième diffusion)

- Wilmer Calderon (en) (Idaho)
- Brian Patrick Wade (Carl Creel / l'Homme-Absorbant)
- Carolina Espiro (Serveuse)
- Cutter Garcia (Barman)

### Épisode 3:L'Homme de glace
- États-Unis /  Canada : 7 octobre 2014 sur ABC / CTV
- France : 
  - 25 octobre 2015 sur Série Club
  - 10 février 2016 sur W9
- Belgique : 22 janvier 2016 sur Be 1
- Suisse : 30 mars 2016 sur RTS Deux
- Québec : 14 septembre 2016 sur MusiquePlus

- États-Unis : 4,73 millions de téléspectateurs[24] (première diffusion)
- Canada : 2,68 millions de téléspectateurs[25] (première diffusion + différé 7 jours)
- France : 546 000 téléspectateurs[21] (deuxième diffusion)

- Dylan Minnette (Donnie Gill)
- Adam Kulbersh (Kenneth Turgeon)
- Maya Stojan (Kara Palamas / Agent 33)
- David Diaan (Elias)
- Jesse D. Goins (Theo)
- Jarrod Crawford (Cchef d'équipe d'Hydra)
- Nicholas Roth (Agent d'Hydra)
- Mo Darwiche (Capitaine du navire)

### Épisode 4:Volte-face
- États-Unis /  Canada : 14 octobre 2014 sur ABC / CTV
- France :  
  - 1er novembre 2015 sur Série Club
  - 17 février 2016 sur W9
- Belgique : 25 janvier 2016 sur Be 1
- Suisse : 6 avril 2016 sur RTS Deux
- Québec : 21 septembre 2016 sur MusiquePlus

- États-Unis : 4,7 millions de téléspectateurs[26] (première diffusion)
- Canada : 2,52 millions de téléspectateurs[27] (première diffusion + différé 7 jours)
- France : 637 000 téléspectateurs[28] (deuxième diffusion)

- Maya Stojan (Kara Palamas / agent 33)
- Diego Serrano (Gabriel Soto)
- Roberto Medina (Archevêque)
- Lance Irwin (Garde no 1)
- Isaac Montgomery (Garde no 2)
- Alyce Tawil (Bridget)
- Christian Barillas (Prêtre)

### Épisode 5:L'Ennemi commun
- États-Unis /  Canada : 21 octobre 2014 sur ABC / CTV
- France :  
  - 1er novembre 2015 sur Série Club
  - 17 février 2016 sur W9
- Belgique : 29 janvier 2016 sur Be 1
- Suisse : 13 avril 2016 sur RTS Deux
- Québec : 28 septembre 2016 sur MusiquePlus

- États-Unis : 4,36 millions de téléspectateurs[29] (première diffusion)
- Canada : 2,36 millions de téléspectateurs[30] (première diffusion + différé 7 jours)
- France : 602 000 téléspectateurs[28] (deuxième diffusion)

- Adam Kulbersh (Kenneth Turgeon)
- Dale Waddington (Dr Lingenfelter)
- Amir Talai (Schneider)
- Adam Dunnells (Brick)
- Ronnie Blevins (Deacon)
- Chase Kim (Serveur)
- Caleb Smith (Barman)
- Brie Mattson (Mariah Leitner)
- Valorie Hubbard (Cindy)
- Jessen Noviello (Agent tactique)
- Charles Fathy (Chef d'équipe)
- James Hutchison (Garde)

### Épisode 6:Le bien contre le mal
- États-Unis /  Canada : 28 octobre 2014 sur ABC / CTV
- France : 
  - 1er novembre 2015 sur Série Club
  - 17 février 2016 sur W9
- Belgique : 29 janvier 2016 sur Be 1
- Suisse : 20 avril 2016 sur RTS Deux
- Québec : 5 octobre 2016 sur MusiquePlus

- États-Unis : 4,44 millions de téléspectateurs[31] (première diffusion)
- Canada : 2,41 millions de téléspectateurs[32] (première diffusion + différé 7 jours)
- France : 512 000 téléspectateurs[28] (deuxième diffusion)

- Tim DeKay (Sénateur Christian Ward)
- Falk Hentschel (Marcus Scarlotti)
- Joe Marinelli (Adamo Dioli)
- Michael Enright (Ministre Julien Beckers)
- Melanie Cruz (Agent Noelle Walters)
- Brian Tee (Toshiro Mori)
- Liberte Chan (Journaliste international)
- Parisa Fakhri (Assistant du sénateur)
- Darrel Cherney (Tatoueur)
- Brian Van Holt (Sebastian Derik)
- Chris Wolfe (Journaliste TV)

### Épisode 7:La Mémoire dans la peau
- États-Unis /  Canada : 11 novembre 2014 sur ABC / CTV
- France : 
  - 8 novembre 2015 sur Série Club
  - 24 février 2016 sur W9
- Belgique : 5 février 2016 sur Be 1
- Suisse : 4 mai 2016 sur RTS Deux
- Québec : 12 octobre 2016 sur MusiquePlus

- États-Unis : 4,27 millions de téléspectateurs[33] (première diffusion)
- Canada : 2,29 millions de téléspectateurs[34] (première diffusion + différé 7 jours)
- France : 671 000 téléspectateurs[35] (deuxième diffusion)

- Joel Gretsch (Hank Thompson / Agent Cameron Klein)
- Monica Lacy (Katie Thompson)
- Monique Gabriela Curnen (Janice Robbins / Agent Rebecca Stevens)
- Imelda Corcoran (Dr Goodman)
- Brian Van Holt (Sebastian Derik)
- Bruno Amato (Barman)
- Carlos Campos (Lewis Seaver / patient no 2)
- Michael Hanson Seaver (Patient no 4)
- Natalie Smyka (Patiente no 5)
- Emily Maya Mills (Eliza)
- Richie Cottrell (Graham)
- Madison Lee (Assistante)

### Épisode 8:Frères ennemis
- États-Unis /  Canada : 18 novembre 2014 sur ABC / CTV
- France : 
  - 8 novembre 2015 sur Série Club
  - 24 février 2016 sur W9
- Belgique : 5 février 2016 sur Be 1
- Suisse : 18 mai 2016 sur RTS Deux
- Québec : 19 octobre 2016 sur MusiquePlus

- États-Unis : 4,58 millions de téléspectateurs[36] (première diffusion)
- Canada : 2,21 millions de téléspectateurs[37] (première diffusion + différé 7 jours)
- France : 694 000 téléspectateurs[35] (deuxième diffusion)

- Tim DeKay (Sénateur Christian Ward)
- Hayley Atwell (Peggy Carter)
- Lou Ferrigno Jr. (Agent Hauer)
- Al Coronel (Agent Rivera)
- Dichen Lachman (Jiaying)
- Eijiro Ozaki (Prisonnier d'HYDRA)
- Alexander Leeb (Scientifique d'HYDRA)
- Ian Gregory (Général Cole)
- Shannon Mosley (Commandant Darren)
- Willem Van Der Vegt (Officier d'HYDRA)

### Épisode 9:La Cité perdue
- États-Unis /  Canada : 2 décembre 2014 sur ABC / CTV
- France : 
  - 8 novembre 2015 sur Série Club
  - 2 mars 2016 sur W9
- Belgique : 12 février 2016 sur Be 1
- Suisse : 8 juin 2016 sur RTS Deux
- Québec : 26 octobre 2016 sur MusiquePlus

- États-Unis : 5,36 millions de téléspectateurs[38] (première diffusion)
- Canada : 2,2 millions de téléspectateurs[39] (première diffusion + différé 7 jours)
- France : 651 000 téléspectateurs[40] (deuxième diffusion)

- Patton Oswalt (Agent Sam Koenig)
- Carlos Rivera Marchand (Diego)
- Jeffrey Corbett (Chad)
- Brittnee Garza (Caissière)

- Dans l'épisode, l'origine de l'Obélisque convoité depuis le début de la saison par le SHIELD et HYDRA est révélée. Celui-ci est d'origine Kree, un peuple extraterrestre bien connu des comics Marvel (vieil ennemi des Avengers et des Quatre Fantastiques[41]) et que l'Agent Coulson a déjà croisé de très près dans les évènements de Captain Marvel (sans le savoir visiblement, ce qui reste cohérent avec ce film sorti bien plus tard que cette saison d'Agents of SHIELD.)

### Épisode 10:Transformation
- États-Unis /  Canada : 9 décembre 2014 sur ABC / CTV
- France : 
  - 15 novembre 2015 sur Série Club
  - 2 mars 2016 sur W9
- Belgique : 12 février 2016 sur Be 1
- Suisse : 26 août 2016 sur RTS Deux
- Québec : 2 novembre 2016 sur MusiquePlus

- États-Unis : 5,29 millions de téléspectateurs[42] (première diffusion)
- Canada : 2,32 millions de téléspectateurs[43] (première diffusion + différé 7 jours)
- France : 661 000 téléspectateurs[40] (deuxième diffusion)

- Patton Oswalt (Agent Sam Koenig)
- Hunter Seagroves (Agent d'Hydra)

- Cet épisode est le dernier à être diffusé avant la pause hivernale aux États-Unis.
- Cet épisode introduit les Inhumains dans l'univers Marvel qui auront droit à leur propre série en septembre 2017 [44].

### Épisode 11:Répliques
- États-Unis /  Canada : 3 mars 2015 sur ABC[45] / CTV
- France : 
  - 15 novembre 2015 sur Série Club
  - 9 mars 2016 sur W9
- Belgique : 19 février 2016 sur Be 1
- Suisse : 2 septembre 2016 sur RTS Deux
- Québec : 9 novembre 2016 sur MusiquePlus

- États-Unis : 4,48 millions de téléspectateurs[46] (première diffusion)
- Canada : 2,12 millions de téléspectateurs[47] (première diffusion + différé 7 jours)
- France : 531 000 téléspectateurs[48] (deuxième diffusion)

- Henry Goodman (Dr List)
- Donzaleigh Abernathy (Mère de Trip)
- Philip Labes (Gordon jeune)
- Alvin Ing (Yat-Sen)
- Fred Dryer (Octavian Bloom)
- Kathryn Leigh Scott (La Baronne)
- Joel Polis (Banquier)
- Kyle David Pierce (Comptable)
- Maz Siam (le Sheikh)
- McKay Stewart (Scientifique)
- David A. Jansen (Agent)

### Épisode 12:Mémoire d'Asgardienne
- États-Unis /  Canada : 10 mars 2015 sur ABC / CTV
- France : 
  - 15 novembre 2015 sur Série Club
  - 9 mars 2016 sur W9
- Belgique : 19 février 2016 sur Be 1
- Suisse : 16 septembre 2016 sur RTS Deux
- Québec : 16 novembre 2016 sur MusiquePlus

- États-Unis : 3,8 millions de téléspectateurs[49] (première diffusion)
- Canada : 2,14 millions de téléspectateurs[50] (première diffusion + différé 7 jours)
- France : 577 000 téléspectateurs[48] (deuxième diffusion)

- Jaimie Alexander (Sif)
- Eddie McClintock (Vin-Tak)
- Danny Lopes (Bruno)
- Ben Griesse (Tiago)
- Ruben Rabasa (M. Cardozo)
- Markell Andrew (Officier Carvalho)
- Alexandra Manea (Infirmière)
- Lidia Porto (Infirmière en chef)

- Première apparition d'un Kree[réf. nécessaire] (Vin-Tak) dans la série.

### Épisode 13:La Vengeance de Cal
- États-Unis /  Canada : 17 mars 2015 sur ABC / CTV
- France : 
  - 22 novembre 2015 sur Série Club
  - 16 mars 2016 sur W9
- Belgique : 26 février 2016 sur Be 1
- Suisse : 30 septembre 2016 sur RTS Deux
- Québec : 23 novembre 2016 sur MusiquePlus

- États-Unis : 4,34 millions de téléspectateurs[51] (première diffusion)
- Canada : 2,1 millions de téléspectateurs[52] (première diffusion + différé 7 jours)
- France : 760 000 téléspectateurs[53] (deuxième diffusion)

- Drea de Matteo (Karla Faye Gideon)
- Ric Sarabia (Wendell Levi)
- Geo Corvera (Francis Noche)
- Jeff Daniel Phillips (David A. Hangar)
- Jamal Duff (John Bruno)
- Gregg Martin (Étudiant)
- Jack Kennedy (Garde de la sécurité)

### Épisode 14:Le Vrai S.H.I.E.L.D.
- États-Unis /  Canada : 24 mars 2015 sur ABC / CTV
- France : 
  - 22 novembre 2015 sur Série Club
  - 16 mars 2016 sur W9
- Belgique : 26 février 2016 sur Be 1
- Suisse : 14 octobre 2016 sur RTS Deux
- Québec : 30 novembre 2016 sur MusiquePlus

- États-Unis : 4,29 millions de téléspectateurs[54] (première diffusion)
- Canada : 1,96 million de téléspectateurs[55] (première diffusion + différé 7 jours)
- France : 655 000 téléspectateurs[53] (deuxième diffusion)

- Kirk Acevedo (Agent Tomas Calderon)
- Mark Allan Stewart (Agent Oliver)
- Landall Goolsby (Selwyn)
- Maya Stojan (Kara Palamas / Agent 33)
- Raquel Gardner (Carla Talbot)
- Murielle Telio (Jeune starlette)
- Shannon McClung (Sergent Brookton)
- Parisa Fakhri (Lieutenant Decker)
- Anna Campbell (Major Meredith Tredwyck)
- Meredith Bishop (Capitaine Anderson)
- Gigi Bermingham (Rhonda)
- Scott Speiser (Sergent Campbell)
- Kieren van den Blink (Lieutenant Swey)

### Épisode 15:Sécession
- États-Unis /  Canada : 31 mars 2015 sur ABC / CTV
- France : 
  - 22 novembre 2015 sur Série Club
  - 22 mars 2016 sur W9
- Belgique : 4 mars 2016 sur Be 1
- Suisse : 21 octobre 2016 sur RTS Deux
- Québec : 7 décembre 2016 sur MusiquePlus

- États-Unis : 4,26 millions de téléspectateurs[56] (première diffusion)
- Canada : 2,14 millions de téléspectateurs[57] (première diffusion + différé 7 jours)
- France : 608 000 téléspectateurs[58] (deuxième diffusion)

- Lucy Lawless (Isabelle Hartley)
- Kirk Acevedo (Agent Tomas Calderon)
- Cornelius Smith Jr. (Agent Case)
- Sai Rao (Agent Susanna)
- Mackenzie Astin (en) (Agent Tim Maguire)
- Rick Otto (Agent d'HYDRA)

- W9 change le créneau de diffusion de la série qui est désormais diffusée le mardi et non plus le mercredi[59].
- Les personnages racontent que le chalet aurait été construit par Bruce Banner pour l'aider à contenir ses pouvoirs de Hulk.

### Épisode 16:Au-delà de la brume
- États-Unis /  Canada : 7 avril 2015 sur ABC / CTV
- France : 
  - 29 novembre 2015 sur Série Club
  - 22 mars 2016 sur W9
- Belgique : 4 mars 2016 sur Be 1
- Suisse : 4 novembre 2016 sur RTS Deux
- Québec : 14 décembre 2016 sur MusiquePlus

- États-Unis : 4,24 millions de téléspectateurs[60] (première diffusion)
- Canada : 1,89 million de téléspectateurs[61] (première diffusion + différé 7 jours)
- France : 573 000 téléspectateurs[58] (deuxième diffusion)

- Craig Johnson (Leader du SHIELD)
- Stoney Westmoreland (Honest Eddie)
- John Forest (Robbie)

Skye se réveille dans un lieu inconnu où le jeune Lincoln Campbell effectue sur elle un traitement destiné à la calmer et lui permettre de maîtriser ses capacités. Plus tard, il lui fait visiter le lieu où vivent comme elle des personnes potentiellement dotées de pouvoirs extraordinaires, qui se nomme l'Outre-Monde. 
Pendant ce temps, Coulson et Hunter essaient de retrouver la piste de Skye. Après avoir intentionnellement fait venir une escouade d'agents de l'autre SHIELD dans leur repaire, ils reçoivent l'aide de Deathlok pour reprendre l'avantage. Le seul moyen de retrouver leur amie est de faire appel à leur pire ennemi : Grant Ward. 

### Épisode 17:Melinda
- États-Unis /  Canada : 14 avril 2015 sur ABC / CTV
- France : 
  - 29 novembre 2015 sur Série Club
  - 29 mars 2016 sur W9
- Belgique : 11 mars 2016 sur Be 1
- Suisse : 11 novembre 2016 sur RTS Deux
- Québec : 18 janvier 2017 sur MusiquePlus

- États-Unis : 4,04 millions de téléspectateurs[62] (première diffusion)
- Canada : 1,99 million de téléspectateurs[63] (première diffusion + différé 7 jours)
- France : 827 000 téléspectateurs[64] (deuxième diffusion)

- Kris Lemche (Ethan Johnston)
- Terrell Tilford (Agent Hart)
- Derek Phillips (Agent O'Brien)
- Winter Ave Zoli (Eva Belyakov)
- Ava Acres (Katya Belyakov)
- Brendan Wayne (Assistant)
- Ben Wise (Homme en veste bleue)
- Omid Zader (Gangster costaud)
- Hani Al Naimi (Faisal Ahmed)
- Houshang Touzie (Golonel)
- Branden Morgan (Agent du TAC #1)
- Alex Paez (Agent du TAC #2)
- Antonio Leon (Soldat Bahreini)

### Épisode 18:Connais ton ennemi
- États-Unis /  Canada : 21 avril 2015 sur ABC / CTV
- France : 
  - 29 novembre 2015 sur Série Club
  - 29 mars 2016 sur W9
- Belgique : 11 mars 2016 sur Be 1
- Suisse : 18 novembre 2016 sur RTS Deux
- Québec : 25 janvier 2017 sur MusiquePlus

- États-Unis : 4,45 millions de téléspectateurs[65] (première diffusion)
- Canada : 1,95 million de téléspectateurs[66] (première diffusion + différé 7 jours)
- France : 821 000 téléspectateurs[64] (deuxième diffusion)

- Henry Goodman (Dr List)
- Maya Stojan (Kara Palamas / Agent 33)
- Kris Lemche (Ethan Johnston)
- Staci Roberts Steele (Paula)
- Trenton Rostedt (Homme en capuche)

### Épisode 19:Les Six Fantastiques
- États-Unis /  Canada : 28 avril 2015 sur ABC / CTV
- France :
- 6 décembre 2015 sur Série Club
- 5 avril 2016 sur W9
- Belgique : 18 mars 2016 sur Be 1
- Suisse : 25 novembre 2016 sur RTS Deux
- Québec : 1er février 2017 sur MusiquePlus

- États-Unis : 4,57 millions de téléspectateurs[67] (première diffusion)
- Canada : 1,86 million de téléspectateurs[68] (première diffusion + différé 7 jours)
- France : 716 000 téléspectateurs[69] (deuxième diffusion)

- Henry Goodman (Dr List)
- J. August Richards (Deathlok / Agent Mike Peterson)
- Jamie Harris (Gordon)
- Mark Allan Stewart (Agent Oliver)
- Maya Stojan (Kara Palamas / agent 33)
- Luke Mitchell (Lincoln Campbell)
- Chad Cleven (Agent d'HYDRA)

- Cet épisode sert de prologue au film Avengers : L'Ère d'Ultron [70].

### Épisode 20:Cicatrices
- États-Unis /  Canada : 5 mai 2015 sur ABC / CTV
- France :
- 6 décembre 2015 sur Série Club
- 5 avril 2016 sur W9
- Belgique : 18 mars 2016 sur Be 1
- Suisse : 23 décembre 2016 sur RTS Deux
- Québec : 8 février 2017 sur MusiquePlus

- États-Unis : 4,45 millions de téléspectateurs[71] (première diffusion)
- Canada : 1,8 million de téléspectateurs[72] (première diffusion + différé 7 jours)
- France : 665 000 téléspectateurs[69] (deuxième diffusion)

- Jamie Harris (Gordon)
- Patton Oswalt (Agent Sam Koenig)
- Mark Allan Stewart (Agent Oliver)
- Maya Stojan (Kara Palamas / Agent 33)
- Luke Mitchell (Lincoln Campbell)
- Alicia Vela-Bailey (Alisha Whitley)
- David Douglas (Michael)
- Crystal Coney (Scientifique)

### Épisode 21:Incontrôlables
- États-Unis /  Canada : 12 mai 2015 sur ABC / CTV
- France :
- 13 décembre 2015 sur Série Club
- 12 avril 2016 sur W9
- Belgique : 25 mars 2016 sur Be 1
- Suisse : 6 janvier 2017 sur RTS Deux
- Québec : 15 février 2017 sur MusiquePlus

- États-Unis : 3,88 millions de téléspectateurs[73] (première diffusion)
- Canada : 1,88 million de téléspectateurs[74] (première diffusion + différé 7 jours)
- France : 493 000 téléspectateurs[75] (deuxième diffusion)

- Jamie Harris (Gordon)
- Mark Allan Stewart (Agent Oliver)
- Maya Stojan (Kara Palamas / Agent 33)
- Luke Mitchell (Lincoln Campbell)
- Kyle Mattocks (Agent Harris)
- Stephanie Nash (Dr Wilton)
- Alicia Vela-Bailey (Alisha Whitley)
- Ryan Powers (Technicien du SHIELD)

- Cette première partie et la deuxième ont été montées pour faire un seul épisode de près de deux heures en comptant la publicité [76].

### Épisode 22:Sans merci
- États-Unis /  Canada : 12 mai 2015 sur ABC[77] / CTV
- France :
- 13 décembre 2015 sur Série Club
- 12 avril 2016 sur W9
- Belgique : 25 mars 2016 sur Be 1
- Suisse : 13 janvier 2017 sur RTS Deux

- États-Unis : 3,88 millions de téléspectateurs[73](première diffusion)
- Canada : 1,88 million de téléspectateurs[74] (première diffusion + différé 7 jours)
- France : 497 000 téléspectateurs[75] (deuxième diffusion)

- Jamie Harris (Gordon)
- Mark Allan Stewart (Agent Oliver)
- Blair Underwood (Andrew Garner)
- Maya Stojan (Kara Palamas / Agent 33)
- Luke Mitchell (Lincoln Campbell)
- Daz Crawford (Kebo)
- Alicia Vela-Bailey (Alisha Whitley)
- Brendan Wayne (Assistant de Jiaying)
- Robert Reinis (Barman)
- Anthony D. Washington (Agent no 3)

Cal, devenu Mr Hyde, détruit le laboratoire et tente d'attaquer Fitz, Simmons et Coulson mais ils parviennent à le coincer et le raisonner, lui faisant admettre que le véritable danger est Jiaying. Cal révèle alors que depuis la dissection de Whitehall, sa femme avait changé, cherchant à assouvir une vengeance froide sur les humains et absorbant l'énergie vitale de ses alliés pour se régénérer et survivre afin de préparer la guerre, il accepte alors d'accompagner le SHIELD pour arrêter Jiaying avant que Skye ne soit blessée. Sur le porte-avions, seul Mack est parvenu à se faire oublier, il libère Skye et lui demande de pirater le réseau du navire afin de connaître le plan de Jiaying : attirer tous les agents du SHIELD pour les piéger dans un nuage de brume tératogène. Pendant ce temps, Hunter et May mènent l'assaut au repère de Ward. Alors que Hunter libère Bobbi, lui évitant la mort en déclenchant un piège qui la blesse gravement, May parvient à piéger Ward en poussant Kara à se rendre vers lui déguisée en May. Dans la confusion, Ward tue son alliée et amante avant de prendre la fuite.
La cible est maintenant le porte-avions, Skye parvient à prévenir Coulson en modifiant le faux SOS envoyé par Jiaying tandis que Mack retient Gordon à l'écart des cristaux tératogènes le temps que tous les agents débarquent, dans les confrontations, Gordon est tué par Fitz qui a trouvé le moyen de ralentir ses téléportations, mais il manque de briser un cristal que Coulson rattrape ; quand son bras commence à être atteint par la brume, Mack lui tranche le bras à la hache. Jiaying, quant à elle, tente de fuir en retenant Skye mais elle précipite les cristaux dans l'océan grâce à ses pouvoirs. Alors qu'elle est prête à tuer sa fille, Jiaying est arrêtée par Cal qui la tue.